# Фермор, Виллим Виллимович
Граф (с 1758) Ви́ллим Ви́ллимович Фе́рмор (28 сентября 1702, Псков — 8 февраля 1771, Нитауре) — русский государственный и военный деятель, генерал-аншеф, генерал-губернатор Смоленска. Во время Семилетней войны командовал русской армией при Цорндорфе, под его руководством русские войска впервые заняли Восточную Пруссию с Кёнигсбергом. Потомки его дочери Сарры носили фамилию Стенбок-Фермор.

## Биография
Из рода Ферморов. Сын выходца из Шотландии, генерал-майора Виллима Юрьевича Фермора (ум. 1731). На службу поступил бомбардиром в полевую артиллерию в 1720 году; в 1724 году произведён в штык-юнкеры, в 1726 году в поручики, в 1729 году — в капитаны. Военная карьера развилась при Анне Иоанновне под началом Миниха, у которого Фермор с 1733 года в чине подполковника служил адъютантом. Звание полковника присвоено за отличие во время Крымского похода 1736 года. Будучи генерал-квартирмейстером, имея под началом 350 человек, наткнулся на двухтысячный крымско-турецкий отряд и успешно оборонялся от превосходящего противника до подхода помощи. В 1738 году командовал авангардом армии Миниха, в 1739 году — отличился в сражении под Ставучанами. По окончании кампании был назначен обер-комендантом в Выборге, с производством в генерал-майоры. 
В 1741 году участвовал в войне против Швеции, во время которой овладел Вильманстрандом и был награждён орденом Святого Александра Невского. С 1746 по 1758 годы Фермор в чине генерал-лейтенанта (с 1755 года — генерал-аншефа) руководил Канцелярией от строений.
Пик военной карьеры Фермора пришёлся на Семилетнюю войну. В чине генерал-аншефа он блестяще короткой осадой берёт Мемель, способствует победе русских войск при Гросс-Егерсдорфе (1757). В 1758 году становится командующим русскими войсками вместо С. Ф. Апраксина, берёт Кёнигсберг и всю Восточную Пруссию, указом Елизаветы получив официальное назначение генерал-губернатором покорённых областей королевства Прусского. Императрицей Марией-Терезией был возведён в графское достоинство. Безуспешно осаждал Кюстрин, командовал русскими войсками в сражении при Цорндорфе, за что получил ордена Андрея Первозванного и Святой Анны.
В мае 1759 года, вызвав неудовольствие Санкт Петербургской конференции своими отчётами, вынужден был уступить командование Пётру Семёновичу Салтыкову, но остался при действующей армии. Ответ Фермора на рескрипт Елизаветы о его отставке можно понять так, что он и сам был не против сложить с себя тяжкое бремя верховного командования:

Видя вашего императорского величества всемилостивейшее продолжение материнского милосердия и доверенность к последнему рабу своему, не токмо себе сие (то есть отставку) за обиду не почитаю, но, припадая к стопам вашего императорского величества, рабское мое благодарение приношу.
Участвовал в сражении при Кунерсдорфе (1759). В 1760 году действовал по берегам Одера для отвлечения сил Фридриха, короткое время замещал заболевшего Салтыкова на посту главнокомандующего, причём в это время одним из его отрядов (под командованием Тотлебена) был занят Берлин. В это время в должности дежурного офицера, а затем генерального дежурного при Ферморе служит будущий великий русский полководец А. В. Суворов.
По окончании войны в 1762 году уволен с военной службы. В следующем году назначен генерал-губернатором Смоленска. В 1763 году императрица Екатерина II возложила на него восстановление города Твери, почти совершенно уничтоженного пожаром. Однако его предварительный план застройки города был отвергнут Екатериной II в пользу трёхлучевой планировки, разработанной командой архитекторов  под руководством П. Р. Никитина.  С 1764 года  сенатор, возглавлял в Сенате комиссию о соляных и винных сборах.  18 октября 1768 года уволен от службы по прошению. 8 (19) сентября 1771 года умер.
По характеристике А. А. Керсновского:

Генерал Фермор — отличный администратор, заботливый начальник (Суворов вспоминал о нём как о «втором отце»), но вместе с тем суетливый и нерешительный, прототип Куропаткина.

## Семья
Жена — Доротея Елизавета Брюс (Дарья Романовна; 1714—1762), дочь генерал-лейтенанта Романа Виллимовича Брюса. Их дети:
- Сарра Элеонора, в браке графиня Стенбок (1740—1818); от неё происходит графский род Стенбок-Ферморов. Дворец Сарры и её мужа на склоне ревельского Вышгорода ныне служит резиденцией правительства Эстонии.
- Вильгельм Георг (Виллим Виллимович; 11.10.1749[2]—1828), офицер Преображенского полка, позднее бригадир в отставке; женат с 1794 года на своей двоюродной племяннице Варваре Львовне Альбрехт (Фредерика Варвара Елизавета; 1770—1837), дочери полковника Льва Ивановича Альбрехта (ум. 1789) и тётке генерала Карла Альбрехта. Ввиду его бездетности графский титул и фамилия переданы потомкам его сестры.